# Cal Pere Vell (Avià)
Cal Pere Vell és una masia del municipi d'Avià, al Baix Berguedà que està situada molt a prop del Polígon industrial de la Valldan. El 1983 fou inventariada com a patrimoni material amb el número d'inventari del mapa de patrimoni de la Generalitat de Catalunya nº 3012. És un edifici que té un ús residencial, està en un estat de conservació bo i és de titularitat privada. A més a més, està inventariat en el mapa de patrimoni de la Diputació de Barcelona amb el número d'element 08011/96.
Cal Pere Vell gaudeix de protecció legal al BPU, al ZEA, al POUM d'Avià i al DOGC datat del 12 de juliol de 2011.

## Situació geogràfica
Cal Pere Vell està situat molt a prop del límit sud del polígon industrial de La Valldan, al sud de la rotonda d'accés a aquest polígon de la ciutat de Berga, a la zona del Molí del Castell.
A banda del mencionat polígon, la masia de Cal Pere Vell és veïna de Cal Ovelleta, del Molí del Castell i de Cal Castanyer.

## Descripció i característiques
Cal Pere Vell és una masia orientada cap al sud-est. Està estructurada en planta baixa i dos pisos superiors. El parament és a base de maó per als llocs destacats (cantonades, pilars, arcs, etc.) i pedres sense treballar unides amb morter per a la resta. La coberta és a dues aigües d'embigat de fusta amb teula àrab. La teulada té una barbacana sortida amb aquest embigat de fusta. S'hi destaca la galeria d'arcs de mig punt correguda que ens trobem al primer i segon pis suportades per pilars. La zona baixa està dedicada al bestiar. De fet aquesta construcció ha patit moltes modificacions i la masia original ha quedat tancada dins la nova.
Dins de l'actual Cal Pere Vell hi ha una antiga casa més petita que només tenia cuina-menjador i dues habitacions. Aquesta fou ampliada en èpoques diferents, tot i que l'ampliació principal fou feta al Segle XVIII, quan es va fer la façana actual que té el cos de galeries amb sis arcs del primer pis i quatre arcs de les golfes que és simètrica. Els murs exteriors són fets de pedra petita barrejada amb les cantoneres i hi ha algunes divisions fetes de maó. A l'interior de la planta baixa s'hi poden veure els antics murs de pedres grosses de la casa antiga, que actualment s'utilitza com a cort per als animals. Cal Pere Vell està situat en un lloc elevat a mitja costa de la Serra de Noet, cosa que fa que tingui unes grans vistes dels territoris que l'envolten.
Cal Pere Vell està en la zona dominada pel Castell d'Avià, del que depenia el molí del Castell, que encara apareix esmentat en fonts del segle xviii. Existeix un túnel subterrani cobert amb volta de canó que comunica aquest mas amb la fàbrica del molí del Castell, segons informació oral del senyor Ramon Minoves.

## Història
La primera casa edificada és de la darrera meitat del Segle XVII i és descrita al Capbreu de Serrateix de 1729-32 conservat a l'Arxiu Diocesà de Solsona. Es creu que al Segle XIX la casa va adoptar el nom de Cal Pere, ja que ja se cita amb aquest nom en el document Registro de casas de Campo de 1856 i a l'Amillarament de 1862.
Els propietaris anteriors als actuals conservaven documentació de la fundació de la casa però aquesta es va perdre quan fou cremada durant la Guerra Civil Espanyola.